# رانيا الباز
رانيا الباز (1 يناير 1975 -) هي إعلامية سعودية، زدات شهرتها عالميا ومحلياً، بسبب ما تعرضت له من عنف من قبل زوجها وهو محمد بكر يونس شقيق المطربة وعد، ظهرت في عدة برامج مشهورة منها برنامج أوبرا.

## مسيرتها
بدات رانيا الباز في التلفزيون القناة الأولي في البرامج الصباحيه وبرامج الأطفال ثم تلفزيون اقراء ثم العربية ثم المستقبل وكتبت العديد من المقالات الصحفيه وعملت أيضا في حقوق الإنسان في عده جمعيات غير ربحيه ومنها لا خاضعات لا خانعات وكرمت في العديد من جمعيات حقوق الإنسان وحاضرت في العديد من المحاضرات لصالح حقوق المرأة. ألفت كتاب «المشوهه» الذي ترجم لعدة لغات.